# Bellaspira grimaldii
Bellaspira grimaldii é uma espécie de gastrópode do gênero Bellaspira, pertencente a família Drilliidae.